# Zach Tinker
Pour les articles homonymes, voir Tinker.
 (juin 2022).
Si vous disposez d'ouvrages ou d'articles de référence ou si vous connaissez des sites web de qualité traitant du thème abordé ici, merci de compléter l'article en donnant les références utiles à sa vérifiabilité et en les liant à la section « Notes et références ».
 (juin 2022).
La mise en forme du texte ne suit pas les recommandations de Wikipédia : il faut le « wikifier ».
Les points d'amélioration suivants sont les cas les plus fréquents :
- Les titres sont pré-formatés par le logiciel. Ils ne sont ni en capitales, ni en gras.
- Le texte ne doit pas être écrit en capitales (les noms de famille non plus), ni en gras, ni en italique, ni en « petit »…
- Le gras n'est utilisé que pour surligner le titre de l'article dans l'introduction, une seule fois.
- L'italique est rarement utilisé : mots en langue étrangère, titres d'œuvres, noms de bateaux, etc.
- Les citations ne sont pas en italique mais en corps de texte normal. Elles sont entourées par des guillemets français : « et ».
- Les listes à puces sont à éviter, des paragraphes rédigés étant largement préférés. Les tableaux sont à réserver à la présentation de données structurées (résultats, etc.).
- Les appels de note de bas de page (petits chiffres en exposant, introduits par l'outil «  Source ») sont à placer entre la fin de phrase et le point final[comme ça].
- Les liens internes (vers d'autres articles de Wikipédia) sont à choisir avec parcimonie. Créez des liens vers des articles approfondissant le sujet. Les termes génériques sans rapport avec le sujet sont à éviter, ainsi que les répétitions de liens vers un même terme.
- Les liens externes sont à placer uniquement dans une section « Liens externes », à la fin de l'article. Ces liens sont à choisir avec parcimonie suivant les règles définies. Si un lien sert de source à l'article, son insertion dans le texte est à faire par les notes de bas de page.
- La présentation des références doit suivre les conventions bibliographiques. Il est recommandé d'utiliser les modèles {{Ouvrage}}, {{Chapitre}}, {{Article}}, {{Lien web}} et/ou {{Bibliographie}}. Le mode d'édition visuel peut mettre en forme automatiquement les références.
- Insérer une infobox (cadre d'informations à droite) n'est pas obligatoire pour parachever la mise en page.

Pour une aide détaillée, merci de consulter Aide:Wikification.
Si vous pensez que ces points ont été résolus, vous pouvez retirer ce bandeau et améliorer la mise en forme d'un autre article.
Zachary Atticus Tinker (né le 8 mai 1994) est un acteur américain connu pour son rôle de Lauren Fenmore Baldwin dans le feuilleton Les Feux de l'amour. En 2019, Tinker a été nommé pour un Daytime Emmy Award pour son interprétation du personnage. Tinker est également apparu dans Law and Order True Crime, American Horror Story, NCIS : Los Angeles et Why Women Kill. En 2021, Tinker a tenu le rôle de Sonny Kiriakis dans la mini-série télévisée Days of Our Lives: Beyond Salem, un spin-off du feuilleton NBC de longue date, Des jours et des vies. En 2022 il a prêté sa voix et son physique au jeu The Quarry, interpretant Jacob Custos.

## Vie et éducation
Né à New York, il déménage à Los Angeles à trois ans,. Il est le fils du producteur de télévision et écrivain John Tiner et Lori Mozilo, cadre chez Disney,. 
Les parents de Tinker sont divorcés. Par l'intermédiaire de son père, Tinker est le petit-fils du directeur de la télévision, Grant Tinker et le neveu de Mark Tinker, également producteur et réalisateur. 
Il a également des aspirations à aller en NBA jusqu'à ce qu'il arrête de grandir à 1 m 77, lorsqu'il était adolescent. Il commence sa carrière universitaire à l'université Gonzaga de Spokane. Comme son père et son frère, Tinker prévoyait de devenir écrivain, cependant, après avoir participé à une production théâtrale de Stephen Belber, Tinker s'est rendu compte qu'il voulait faire carrière en tant qu'acteur. Jusque-là, jouer n'était qu'un passe-temps. Il a ensuite été transféré à l'Université Loyola Marymount au cours de sa première année en tant que major en théâtre. En 2019, Tinker s'est décrit en plaisantant comme le mouton noir de sa famille pour être devenu acteur. Cependant, malgré les réserves initiales de son père, Tinker a déclaré que sa famille l'avait soutenu.

## Carrière
Tinker obtient son premier grand rôle à la télévision en 2015 dans un épisode de Meurtre à Alcatraz. En 2016, il apparaît dans un épisode de My Crazy Ex et dans le film, Dear Diary, I Died. En 2017, Tinker est apparu dans Law and Order True Crime. En 2018, Tinker apparaît dans des épisodes du NCIS de CBS et de la série Watch, Turnt. En novembre 2018, il a été annoncé qu'il avait rejoint le casting de Les Feux de l'amour en tant que refonte de Fenmore en tant qu'acteur précédent, Max Ehrich n'a pas pu reprendre le rôle. Le personnage a été écrit début 2019. Cette année-là, Tinker serait également dans un épisode de You're the Worst. À l'été 2019, Tinker a été choisi pour Sam dans American Horror Story: 1984, la neuvième saison de la série d'anthologies d'horreur. En novembre 2019, il a été annoncé qu'il reprendrait le rôle de Fen en décembre 2019.
Fenmore a été réécrit au début de 2020. Tout au long de 2020, Tinker apparaîtra dans des épisodes de ABC's Station 19, Netflix's 13 Raisons et L.A.'s Finest. En août 2021, Tinker a rejoint le casting de la mini-série dérivée de Days of our Lives, Beyond Salem en tant que refonte de Sonny Kiriakis , un rôle créé par Freddie Smith. La série serait diffusée exclusivement sur Peacock. Tinker reprendrait le rôle dans le film de vacances, Days of Our Lives: A Very Salem Christmas. Le 11 février 2022, Days of Our Lives a annoncé que Tinker devait tenir le rôle de Sonny dans l'émission principale. Le 10 juin 2022, il tiendra le rôle de Jacob Custos dans le jeu d'horreur The Quarry imaginé et crée par Supermassive Games et 2K.

## Vie privée
En 2019, Tinker avait une liaison avec sa co-vedette de Les Feux de l'amour, Cait Fairbanks. Le couple a officiellement confirmé qu'ils sortaient ensemble début 2020[réf. nécessaire].

## Filmographie
| Année | Titre                                     | Rôle                                     | Notes                                    |
| ----- | ----------------------------------------- | ---------------------------------------- | ---------------------------------------- |
| 2015  | Murder in the First                       | Spether                                  | épisode: Twenty-Fifteen (Tireurs fous)   |
| 2016  | My Crazy Ex                               | Travis                                   | épisode: Craquage, braquage et babillage |
| 2016  | Dear Diary, I Died                        | Christian                                |                                          |
| 2017  | Small Shots                               | Drunkard                                 | épisode : Fast Break                     |
| 2017  | Law and Order True Crime                  | Craig Cignarelli                         | série Rôle récurrent : 3 épisodes        |
| 2018  | NCIS : Enquêtes spéciales                 | David West                               | épisode : Boom                           |
| 2018  | Turnt                                     | Hot Jock                                 | épisode : Lonely Together                |
| 2018  | Les Feux de l'amour                       | Fenmore Baldwin                          | série Rôle récurrent: 20 épisodes        |
| 2019  | You're the Worst                          | Curtis                                   | épisode: Quatre putain de jours          |
| 2019  | Flat daddy                                | Enzo                                     | film télévisé                            |
| 2019  | American Horror Story                     | Sam                                      | série 2 épisodes                         |
| 2019  | Payment Received                          | Eric                                     |                                          |
| 2019  | Two Turtle Doves                          | Alex Taylor                              | film Télévisé                            |
| 2020  | Alvinnn!!! and the Chipmunks              | Hat Kid / The Time Traveler / Thornbagof | série 3 Épisodes                         |
| 2020  | Station 19                                | Greg                                     | épisode: "Born to Run"                   |
| 2020  | 13 Reasons Why                            | Grayson                                  | épisode: "College Tour"                  |
| 2020  | L.A.'s Finest                             | Joe Killinger                            | épisode: "Apparences trompeuses"         |
| 2021  | NCIS : Los Angeles                        | Tyler                                    | série 2 épisodes                         |
| 2021  | Why Women Kill                            | Patrolman Ford                           | série 2 Épisodes                         |
| 2021  | Days of Our Lives: Beyond Salem           | Sonny Kiriakis                           | série Mini-séries : 5 épisodes           |
| 2021  | Days of Our Lives: A Very Salem Christmas | Sonny Kiriakis                           | film originale Peacock                   |
| 2022  | Des jours et des vies                     | Sonny Kiriakis                           | rôle récurrent                           |
| 2022  | The Quarry                                | Jacob Custos                             | jeux Vidéo                               |